# Diluvi universal

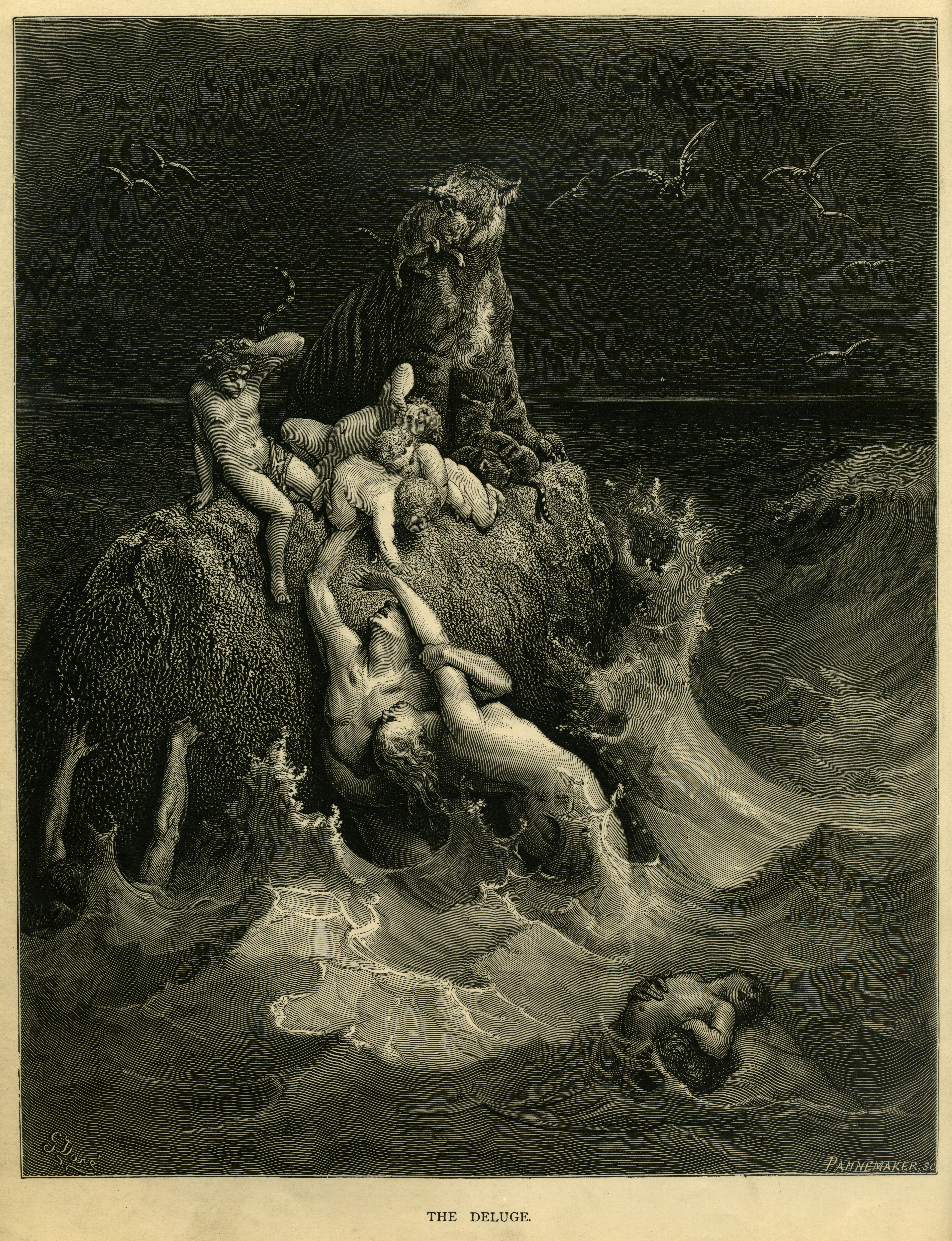
El Diluvi de Gustave Doré.

El diluvi universal és un mite recurrent a diverses cultures, que indica que una gran inundació va destruir tota la vida (o gairebé) en temps remots.

## Mites
Dins la Bíblia en el llibre de Gènesi, es narra la història del diluvi com un càstig de Déu contra els homes, del qual va salvar Noè, la seva família i una parella de cada animal. La pluja durà quaranta dies, nombre per indicar multitud.
Anterior a aquest mite existí el mite sumeri de Ziusudra, el qual fou versionat pels assiris sota el nom d'Atrahasis.
Molts estudiosos creuen que el mite de la Bíblia, el més conegut de tots els diluvis, és una versió del mateix mite babilònic, on ja apareix l'arca, el càstig diví, els ocells que anuncien la terra i la salvació dels seleccionats. Aquest mite es recull a l'Epopeia de Guilgameix, el poema Atrahasis i diverses taules sumèries i acàdies força antigues. Els hebreus haurien conegut el mite durant la seva època d'exili a Babilònia i l'haurien adaptat a la seva cultura.
La mitologia grega hauria heretat també aquesta història, personificada en Deucalió, que se salva del diluvi aconsellat pel seu pare Prometeu, també gràcies a una arca. El diluvi posa fi a l'Edat d'Or (els grecs no creien en l'evolució sinó en una degeneració des de la creació fins al seu temps, simbolitzada per diversos metalls). Una variant del mite del diluvi seria l'enfonsament de l'Atlàntida.
Tradicions com la hindú, la maia o l'asteca recullen també grans inundacions, fet que recolzaria la hipòtesi de la realitat d'un diluvi, ja que aquests pobles no van tenir contacte amb la font mesopotàmica. Però les seves històries tenen elements propis que al·ludeixen més aviat a la creació a partir de l'aigua i les diferents races humanes. Es manté, però, la constant del càstig diví per la impietat de les criatures. S'han trobat fins a cinc-centes versions diferents del diluvi, fet que demostra que és un mite universal i que ha estimulat diversos estudis per mirar de provar-lo.
A la mitologia coreana hi ha una narració anomenada El fill de l'arbre (Moktohryong) i la inundació on ocorre una inundació causada pel déu creador i on sobreviu Moktohryong per a repoblar la terra.

## Proves científiques

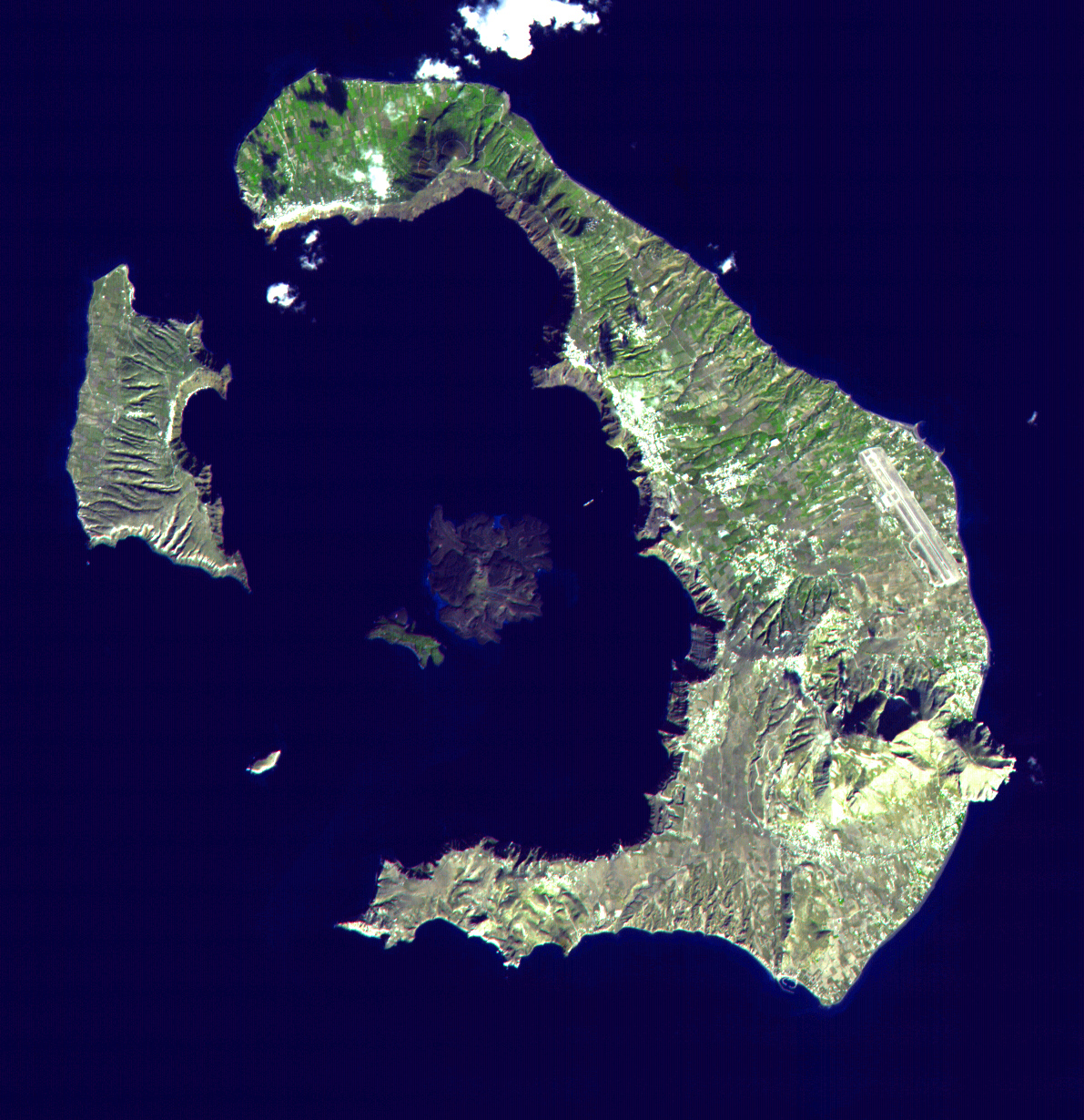
Imatge de satèl·lit de l'illa de Santorini

Es tractà de provar si a la Baixa Mesopotàmia ocorregué el diluvi segons el mite sumeri i no es trobaren proves a favor.
S'ha descartat l'existència d'un diluvi universal pròpiament dit, atès que no se n'han trobat restes geològiques. Però diverses grans inundacions locals podrien haver inspirat els mites originaris, que s'haurien escampat amb les diferents migracions humanes adaptant-se a la cultura de cada zona.
Una d'aquestes possibles inundacions podria haver estat la que va succeir fa 7.500 anys a la mar Negra, hipòtesi defensada pels geòlegs estatunidencs Walter Pitman i Wilian Ryan coautors del llibre El Diluvi Universal. Segons aquests científics la Mar Negra era un llac d'aigua dolça d'unes dues terceres parts de l'actual superfície, i no estava connectat a la mar Mediterrània. La fusió dels glacials elevà el nivell del mar i el mediterrani va obrir una esquerda en el Bòsfor provocant una inundació en la conca de la Mar Negra.
També les pujades dels rius Tigris i Eufrates, zona d'origen dels mites mesopotàmics (els més antics) podrien haver inspirat el mite del Diluvi Universal.
Altres hipòtesis apunten a un gran tsunami, fet que explicaria la varietat de mites relacionats en zones molt allunyades. Aquest s'hauria originat per l'explosió d'un volcà, que podria tractar-se del Tera a l'illa de Santorí.

## Vegeu
- Noè
- Arca de Noè
- Ziusudra, versió sumèria del diluvi.
- Epopeia de Guilgameix, poema èpic sumeri d'uns 4700 anys d'antiguitat.
- Atrahasis, poema babiloni del diluvi possiblement anterior a Guilgameix.
- Atlàntida